# Ласъанод
Ласъанод или Лас-Анод (сомал. Laascaanood, араб. لاسعانود‎, англ. Las Anod) — город в Сомали. Находится в провинции Соль и входит в состав непризнанного государства Хатумо, при этом автономное государство Пунтленд также претендует на данную территорию. Ранее на неё также претендовали государства Хатумо, Сул-Санаг-Айн и Нортленд, для всех из которых Ласъанод официально являлся столицей.

## История
До 1921 года город входил в Государство дервишей, а потом попал в английский протекторат.
15 октября 1969 года в Ласъаноде был убит второй президент Сомали Абдирашид Али Шермарк. В 1991 Сомалиленд провозгласил независимость и предъявил претензии на Ласъанод, входивший до 1960 года в состав Британского Сомали, чьим правопреемником считает себя Сомалиленд, несмотря на то, что большинство населения Ласъанода относится к клану Дулбаханте, преимущественно проживающему восточнее, в провинции Нугал (Пунтленд). С 2002 года город находился под контролем Пунтленда, в октябре 2007 года Ласъанод захвачен Сомалилендом. Его войска провели карательные акции против жителей города, результатом которых стали 20 000 беженцев. В феврале 2011 года Сул-Санааг-Айн отвоевал значительную территорию Сомалиленда, но вернуть в свой состав город не сумел. На 2014 год временной столицей наследующего Сул-Санааг-Айну автономного образования Хатумо являлся город Буходле.

## География
Город занимает стратегическое положение, он окружён горами, имеются значительные водные ресурсы. Последнее особенно важно для Сомали в целом, поскольку в стране преобладает засуха.

## Транспорт
В городе функционирует аэропорт, что делает его важным транспортным центром.

## Население
Ласъанод — один из крупнейших городов Сомали, его население увеличивается: в 1990 году оно составляло 20 тыс. человек, а в 2001 — уже 60 тысяч. Большинство населения города принадлежит клану Дарод (точнее, его субклану Дхулбаханте), данный клан имеет большинство в Пунтленде и Сул-Санааг-Айне. В Сомалиленде, контролирующем город в данный момент, доминирует клан исаак.

## Образование
В Ласъаноде расположен один университет, а также большое количество библиотек и школ. Университет был открыт в сентябре 2004 года, в нём обучалось 60 студентов, 20 из которых окончили его в 2009 году.

## Известные уроженцы
- Абди Биле — легкоатлет, чемпион мира.

## Галерея

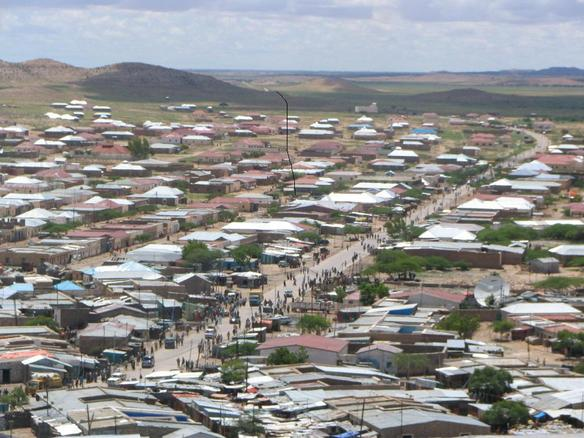
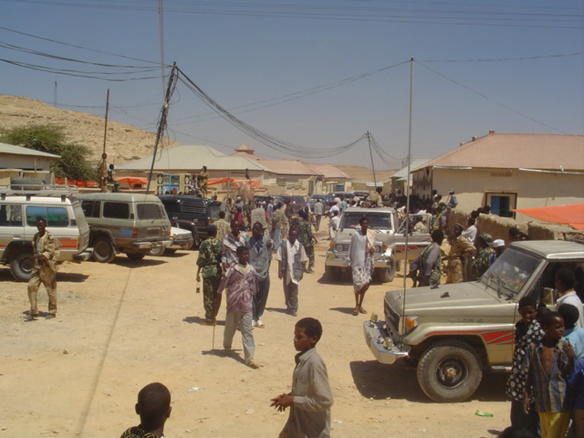